# École de la paix
 (février 2021).
 (février 2021).

Ecole-de-la-paix 17

L’École de la Paix est une association, laïque et apolitique, créée en 1998 par Richard Petris à Grenoble,. Dès sa création, elle a reçu le soutien de la ville de Grenoble, mais aussi de la Fondation Charles-Léopold-Mayer pour le Progrès de l'Homme, de la Ligue de l'enseignement, de Médecins du monde ou encore du Comité Catholique contre la Faim et pour le Développement. L'association œuvre à la promotion d'une culture de la paix et du vivre-ensemble, via trois pôles d'activités : le pôle éducation, le pôle enseignement supérieur et recherche et le pôle médiation et solidarité internationales.

## Le Pôle Éducation
Il a pour but la conception et la diffusion d’outils pédagogiques visant à promouvoir l'art de vivre ensemble à tout âge.
Agréée par le Rectorat, l’École de la paix travaille en coopération avec l’Éducation nationale pour intervenir dans une dizaine d'établissements scolaires de la région grenobloise[source insuffisante]. 

### L'école maternelle: "Apprenons à vivre ensemble"
Pour les plus jeunes, l'École de la paix a développé un outil appelé « Apprenons à vivre ensemble ». Selon une de ses conceptrices, Catherine Rouhier : « Cet ouvrage est destiné aux enseignantes des classes maternelles. Il se présente sous la forme d’un classeur, composé d’une partie développant, de façon très détaillée, le déroulement des 31 séquences, d’un fascicule comportant des apports psychologiques aidant à la compréhension de l’enfant et de 232 supports élèves nécessaires pour mener à bien les activités ainsi qu’un CD audio avec conte inédit et chansons. Il peut être utilisé également par des animateurs de la petite enfance ou tout autre adulte désireux d’initier un groupe d’enfants à un certain nombre d’attitudes développant le vivre ensemble ».

### Les 7-12 ans: "Objectif Paix"
« Objectif Paix » est composé de quatre parcours qui peuvent être commandés ensemble ou séparément. 
Le premier parcours est intitulé « Tous pareils, tous différents ». Il a pour objectif de permettre à l'enfant de se situer par rapport aux autres, d'affirmer son identité ou encore d'accepter et de respecter les autres.
Le second parcours a pour titre « Faits, opinions, préjugés, généralisations, rumeurs ». Il a pour objectif de montrer la différence entre opinions, généralisations, préjugés et rumeurs. 
Le troisième parcours « Moqueries, insultes, souffre-douleur, bouc émissaire, toute-puissance » a pour but de montrer que les comportements ne sont pas anodins et de montrer ce que ceux-ci peuvent provoquer chez les autres.
Enfin, le dernier parcours revient sur « les conflits » et cherche à montrer comment ceux-ci naissent. Au-delà, il souhaite appréhender les meilleurs façons de régler un conflit.

### Les 10-14 ans: "Le sentier de la guerre ou comment l'éviter"
L'École de la paix a adapté un outil issu de la Stichting Vredeseducatie, une fondation néerlandaise et l'a intitulé « Le sentier de la guerre ou comment l’éviter ». Cet outil date de 1996 et a pu être développé grâce à un soutien financier européen. Il s'adresse à un public allant de 10 à 14 ans. Il invite les adolescents à se mettre dans une posture dynamique via une participation active à l'exposition qui leur est présentée.

### Les jeunes et les adultes: "L'Europe, une aventure de paix"
Catherine Rouhier et Liliane Denjean ont également réalisé un outil appelé « L'Europe, une aventure de paix ». Comme elles l'écrivent elles-mêmes : « L’ouvrage est destiné aux jeunes Européens, mais plus d’un adulte y trouvera matière à réflexion. Il se présente sous la forme de dix ateliers pédagogiques pouvant être réalisés par une équipe de plusieurs enseignants (Histoire, Instruction civique, Français, Art Plastique). Il peut être utilisé également par des animateurs dans des Maisons de Jeunes, Bibliothèques et par tout adulte désireux d’éveiller un groupe de jeunes à la construction européenne. Son objectif est de réactiver les valeurs fondatrices qui ont inspiré Robert Schuman et Jean Monnet, valeurs de solidarité, de respect mutuel, de courage, valeurs sur lesquels doit se construire la citoyenneté européenne pour promouvoir une véritable culture de paix et permettre à tant de peuples divers de vivre ensemble. L’Union Européenne est actuellement la meilleure esquisse d’une fédération de pays acceptant de régler leurs litiges par la négociation et non par la force. »

## Le Pôle Enseignement Supérieur et Recherche
Dans ce pôle, le Réseau Unesco
est dirigé, depuis sa création, par Patrick Lecomte, Professeur des Universités.
Il comporte un volant de modules de formation dispensé dans un certain nombre d’universités, principalement rhônalpines, mais pas seulement. Il propose des cours sur la culture de la paix, mais aussi sur la socialisation à la vie démocratique. Par exemple, en 2014, l’École de la paix a organisé, en collaboration avec des associations et des citoyens sfaxiens, des séminaires de formation intitulées "Vivre ensemble la démocratie" et "Agir ensemble pour un monde vivable".
Depuis quelques années, cette focale universitaire se double d’une attention à la formation des leaders de la société civile. Elle a par exemple formé des cadres de la société civile comme des leaders du mouvement vert iranien en exil en France.
Le Pôle Recherches a également promu les recherches de Gene Sharp sous l'impulsion de Jean Marichez. Résistances civiles de masse. Elles expliquent et structurent les techniques de lutte non-violente pour en faire de véritables stratégies. Elles permettent alors d'éviter des guerres et de progresser dans la résolution des conflits. Elles ont été mises en œuvre avec succès dans de nombreux pays depuis quelques dizaines d'années.

## Le Pôle Médiation et Solidarité internationales

### Des projets territorialisés
L’École de la paix intervient depuis 1998 en Colombie. Elle a notamment travaillé avec le Cinep (Centre de Recherche et d’Éducation à la Paix) à Bogota, qui a été dirigé par le Père Francisco de Roux.
L’École de la paix est notamment intervenue au Congo-Brazzaville à la demande de l’Action Évangélique pour la Paix. Karima Bouguetaia s’est rendue dans ce pays en juillet 2009 où elle a adapté et recontextualisé un outil de l’École de la paix intitulé « J’y vais, j’y vais pas ».
Depuis lors, l’action se poursuit grâce à l’action volontariste d’Étienne Fallot, mais aussi via aux partenaires de l'École de la Paix sur place qui, tel Raïs Louamba Honghat, effectuent un travail de sensibilisation dans un certain nombre d’écoles de Brazzaville, de Pointe-Noire, ou encore, de Dolisie.
Le directeur de l’École de la paix, s’est rendu en mars 2012 sur place à l’occasion de l’Assemblée Plénière du Programme Concerté Pluri-Acteurs, qui permet de financer l’action de l’association sur place.
Le 22 octobre 2014, Florent Blanc, expert formateur de l’École de la paix, s’est rendu au Mali afin d’initier des enseignants et des travailleurs sociaux à un outil pédagogique qui a déjà fait ses preuves dans d’autres pays en quête de pacification. L’atelier sur deux jours leur a permis de renforcer leur capacité à diffuser une culture de la paix auprès des élèves.
Florent Blanc se rend régulièrement en mission au Mali pour mettre en place des outils d’éducation à la Paix.

### Le projet Territoires de paix
Florent Blanc, chef de projet du site, travaille, avec l’équipe de l’École de la paix, à valoriser le travail accompli par l’association mais aussi à mettre en valeur les initiatives de paix réalisées çà et là sur cinq territoires en particulier : le Mexique, la Colombie, Grenoble,Chicago et récemment le Mali.

### Le lien entre l’École de la paix et les militaires
L’École de la paix travaille depuis de nombreuses années avec des militaires. En effet, elle est persuadée que c’est par l’approche dite « globale » qu’il faut penser les conflits.
Elle fait intervenir des militaires au sein du Réseau Unesco. 
Elle est proche de certains militaires comme Jean Cot :

### Le Réseau International des Écoles de la Paix
En 2016, l’École de la paix et 4 de ses partenaires à l’international ont lancé le Réseau International des Écoles de la Paix, un nouveau projet pour favoriser les échanges entre les enseignants qui s’engagent, de par le monde, à la promotion d’une culture de la paix. 

#### «Messages de paix»: Une première action pour lancer la Paixpinière
Pour faciliter les échanges de pratiques entre les pédagogues, l’École de la paix et ses partenaires, imaginent de donner vie à un réseau d’échanges entre enseignants et élèves. C’est l’idée derrière ce projet Paixpinière des écoles.
Pour lancer cette idée et initier les échanges, l’École de la paix ainsi que 4 organisations en lien avec leurs pédagogues et leurs classes vont collaborer en organisant un grand concours d’expression artistique, « Messages de paix » ouvert à leurs élèves. Le concours « Messages de paix » doit permettre à chaque classe, sur son territoire, de représenter et de faire découvrir sa réalité de la paix. Les dessins, messages, poèmes et récits seront sélectionnés par chaque partenaire du réseau pour former, à l’issue du concours, un livre. Celui-ci servira de premier support pour que chaque classe découvre la réalité des autres territoires. Les profits tirés de la vente de ces ouvrages alimenteront un fond permettant au réseau de contribuer au financement des projets de ses membres.

#### "Pas d"éducation, Pas d'avenir!"
La campagne « Pas d’Éducation, Pas d’Avenir ! » (PEPA) met un coup de projecteur sur les difficultés rencontrées à travers le monde pour accéder à une éducation de qualité… et sur les solutions qui vont avec ! 23 initiatives pour améliorer les conditions d'éducation sont ainsi à découvrir ici :

## L’École de la paix, une association éducation populaire

Logo Prix européen

Elle a organisé un certain nombre d’événements comme le Forum de la paix ou les cafés de la paix.
L'École de la paix organise tous les ans en partenariat avec les Transports de l'Agglomération Grenobloise (TAG) un concours de message de la paix pour sensibiliser au vivre ensemble.
Depuis 2010, elle organise avec les élèves de l'école primaire Bizanet un travail de mémoire sur le quartier Très-Cloîtres où sont situés ses locaux.
Pour le compte de l'École de la paix et l'Institut des Sciences Politiques, Jacques Barou et Elodie Veyrier ont co-réalisé un documentaire, intitulé "Très-Cloîtres, au-delà des frontières'", pour remettre à jour la vie du quartier Très-Cloîtres, un territoire riche d’histoire et de patrimoine au cœur de la ville de Grenoble. 
En 2015, l’École de la paix a co-organisé, à Alpexpo Grenoble, la 2e édition de la Journée d'action pour la non violence avec cinq collectifs grenoblois. 

## Prix et mentions
L’École de la Paix reçoit à Berlin en novembre 2012, lors de la conférence de sécurité, «  le Prix au profit de la jeunesse pour l'ensemble de ses projets pédagogiques européens à destination des jeunes et des enseignants."